# Roca del Sant Calze

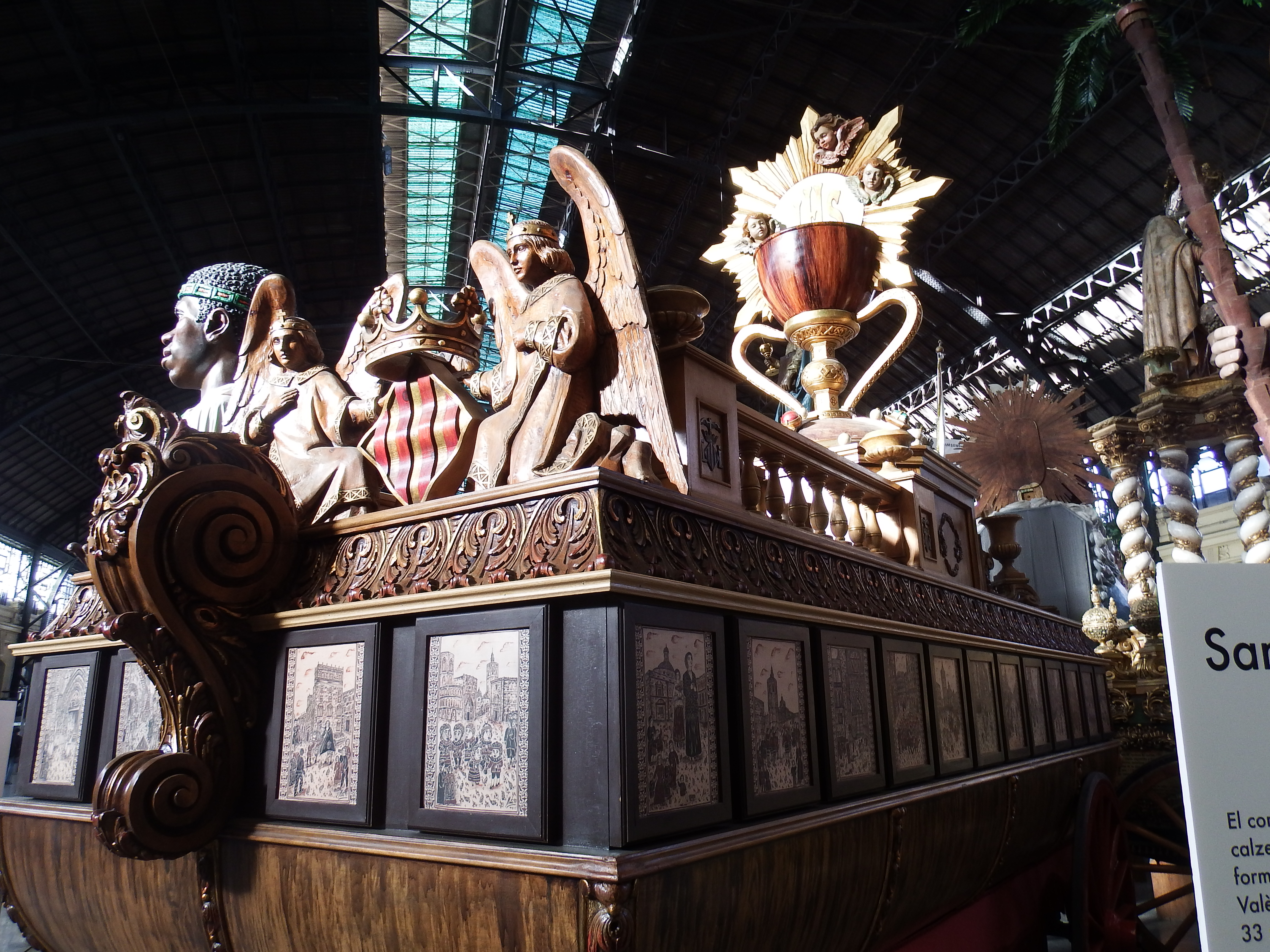
Roca del Calze dipositada a l'Estació del Nord per les obres a la Casa de les Roques, 2022

La Roca del Sant Calze és una de les roques de les festivitats del Corpus Christi de la ciutat de València.

## Descripció
El xassís mesura 2 metres d'ample per 4 de llarg.
Amb la figura principal -un calze de 1,7 metres d'alçada, còpia del de la Catedral de València, sobre un pedestal- situada al darrere, la composició general de la roca és la tradicional, presentant com principal innovació la decoració amb 33 socarrats obra de Felicidad Mota, fets a Manises i que representen tots els personatges i figurants de la Processó del Corpus. Aquestos representen personatges bíblics de la processó i la reproducció de la Santa Cena de Joan de Joanes.

## Història
Vicent Marín va fer el bocet de la roca en 1996. Va ser construïda el 2001 per iniciativa de l'associació Amics del Corpus de a Ciutat de València. El cost va ser de 20 milions de pessetes, provinents de donatius. Van rebre el suport de diverses persones, empreses i institucions. Per a la festa de 2001 ja va desfilar.
La roca va ser portada a Roma amb un tràiler per ser beneïda pel Papa Joan Pau II.